# Aprilia RS 125 R
Aprilia RS 125 R — мотоцикл, розроблений компанією Aprilia для участі у чемпіонаті світу з шосейно-кільцевих мотоперегонів MotoGP. Ця модель замінила застарілу Aprilia AF1. Він вперше дебютував в 1991 році, відтоді мотоцикл багато разів оновлювався. Aprilia RS 125 R завоював десять титулів чемпіона світу (в тому числі одного разу ребрендований як Derbi і один як Gilera).

## Історія
У 1991 році об'єм паливного бака становив 12 літрів, згодом 13 у 1994 та 14 в 1995 році; оригінальний карбюратор був «Dell'Orto VHSB 39», який було замінено моделями «Dell'Orto VHSD 41» в 1996 році і до «Dell'Orto VHSG 42» в 2006 році.
З 1996 року гальма мотоцикла пройшла шлях від одного переднього гальмівного диска з вуглецевої сталі діаметром 300 мм  до переднього гальмівного карбонового диска, діаметром 275 мм; а з 2000 року у мотоциклі використовується гальмівна система з подвійним диском на передньому колесі.

### Aprilia RSA 125
З 2007 року мотоцикл доступний для деяких гонщиків в новій версії, названій RSA 125. RSA має багато нових деталей, у тому числі покращену систему живлення двигуна та випускну систему відпрацьованих газів. Стара версія з деякими оновленнями від RSA досі використовується як гоночний мотоцикл і називається «RS 125 LE».
RSA (й "еволюційна" версія RS 125) використовуються не тільки Aprilia, але й Gilera і Derbi (версії без бренду як такого), оскільки всі три марки належать групі Piaggio.